# Hirtenhaus (Tannheim)
Das Hirtenhaus befindet sich am Beginn der Friedhofstraße in Tannheim im Landkreis Biberach in Oberschwaben. Es hat einen Eintrag im Verzeichnis der unbeweglichen Bau- und Kunstdenkmale und der zu prüfenden Objekte des Landesdenkmalamtes Baden-Württemberg.

## Beschreibung
Das nach dendrologischen Untersuchungen in den Jahren 1566/67 errichtete Hirtenhaus wurde vom Gemeindehirten und seiner Familie bewohnt. Das zweigeschossige Gebäude ist außen im Erdgeschoss verputzt. Das obere Geschoss ist aus Fachwerk, welches teilweise sichtbar und teilweise verbrettert ist. Aufgrund der baugeschichtlichen Erforschung des Gebäudes war im Originalzustand der größte Teil des Wohnbereiches ein bis zur Dachbalkenlage überdachtes Einraumgebäude mit offener Feuerstelle. Das Satteldach hatte einen beidseitigen Vollwalm. An der ostwärtigen Traufseite ist eine torförmige Öffnung zur Tenne nachweisbar. Auch hier befand sich ursprünglich kein Gebälk über dem Erdgeschoss. Das Hirtenhaus befand sich im Jahre 2013 in Privatbesitz und war seit seiner Errichtung durchgehend bewohnt.